# George Connor
Charles George Connor (16 de agosto de 1906 – 28 de março de 2001) foi um automobilista norte-americano.
Connor esteve em dezessete (catorze) 500 Milhas de Indianápolis, (cinco (três) quando a prova fazia parte do calendário da Fórmula 1 de 1950 até 1960): 1934 (não se qualificou), 1935, 1936, 1937, 1938, 1939, 1940, 1941, 1946, 1947, 1948, 1949, 1950, 1951, 1952, 1953 (não se qualificou) e 1954 (não se qualificou). Seus melhor resultado nas 500 Milhas de Indianápolis foi o 3º lugar em 1949; na Fórmula 1 são: 8º lugares em 1950 e 1952.